# Satyrus brahminus
Satyrus brahminus är en fjärilsart som beskrevs av Blanchard 1844. Satyrus brahminus ingår i släktet Satyrus och familjen praktfjärilar. Inga underarter finns listade.